# Милис
Милис (итал. Milis) је насеље у Италији у округу Ористано, региону Сардинија.
Према процени из 2011. у насељу је живело 1584 становника. Насеље се налази на надморској висини од 76 м.

## Становништво
Према резултатима пописа становништва 2011. у општини је живело 1.591 становника.
| 1936. | 1951. | 1961. | 1971. | 1981. | 1991. | 2001. | 2011. |
| ----- | ----- | ----- | ----- | ----- | ----- | ----- | ----- |
| 1.369 | 1.535 | 1.646 | 1.552 | 1.589 | 1.694 | 1.670 | 1.591 |